# 西格尔大戟
西格尔大戟（学名：Euphorbia seguieriana）为大戟科大戟属下的一个种。

## 扩展阅读
- 維基物種上的相關：西格尔大戟